# Brian Olson
Brian Perry Olson (* 6. März 1973 in Tallahassee, Florida) ist ein ehemaliger Judoka aus den Vereinigten Staaten. 1997 gewann er eine Bronzemedaille bei den Weltmeisterschaften. Bei Panamerikanischen Spielen erkämpfte er zweimal Gold und einmal Bronze.

## Sportliche Karriere
Der 1,91 Meter große Brian Olson kämpfte von 1992 bis 1997 in der Gewichtsklasse bis 86 Kilogramm. Nach der Neuordnung der Gewichtsklassen war er ab 1998 in der Klasse bis 90 Kilogramm aktiv. 1992 wurde Olson Fünfter der Juniorenweltmeisterschaften. 1994 wurde er zum ersten Mal Meister der Vereinigten Staaten. Bei den Panamerikanischen Spielen 1995 in Mar del Plata gewann er eine Bronzemedaille. Bei den Weltmeisterschaften 1995 schied Olson im Achtelfinale aus.
1996 in Atlanta nahm Olson erstmals an Olympischen Spielen teil. Er schied im Achtelfinale gegen den Litauer Algimantas Merkevičius aus. Bei den Panamerikanischen Meisterschaften 1996 wurde Olson Zweiter hinter dem Brasilianer Edelmar Zanol. 1997 trafen die beiden wieder im Finale aufeinander und erneut gewann Zanol. Bei den Weltmeisterschaften 1997 in Paris unterlag Olson in seinem Auftaktkampf dem Deutschen Marko Spittka. Mit drei Siegen in der Hoffnungsrunde erreichte Olson den Kampf um Bronze, den er gegen Algimantas Merkevičius gewann. 1998 gewann Olson erstmals bei den Panamerikanischen Meisterschaften. Im August 1999 folgte der Sieg bei den Panamerikanischen Spielen in Winnipeg.
Bei den Olympischen Spielen 2000 in Sydney besiegte er in seinem Auftaktkampf Marko Spittka und verlor im Achtelfinale gegen Mark Huizinga aus den Niederlanden. Mit zwei Siegen in der Hoffnungsrunde erreichte Olson den siebten Platz. 2001 gewann Olson bei den Panamerikanischen Meisterschaften, 2002 wurde er Zweiter hinter dem Kubaner Yosvane Despaigne. 2003 erkämpfte Olson Bronze bei den Panamerikanischen Meisterschaften. Bei den Panamerikanischen Spielen in Santo Domingo bezwang er im Finale den Kanadier Keith Morgan und verteidigte damit seinen Titel von 1999. 2004 erreichte er ein weiteres Mal das Finale der Panamerikanischen Meisterschaften und verlor dann gegen den Brasilianer Carlos Honorato. Bei den Olympischen Spielen in Athen schied Olson im Achtelfinale aus. Nach zwei Jahren Wettkampfpause kehrte Olson 2007 zurück auf die Judomatte und qualifizierte sich 2008 für seine vierte Olympiateilnahme. Beim olympischen Turnier in Peking schied er in seinem Auftaktkampf aus.
Olson studierte an der University of Colorado Colorado Springs und startete nach seiner Studienzeit für den New York Athletic Club. Nach seiner Karriere eröffnete er mehrere Fitnessstudios in Florida.